# 취리히 볼리스호펜역
취리히 볼리스호펜역(독일어: Bahnhof Zürich Wollishofen)은 스위스 취리히의 볼리스호펜에 있는 기차역이다. 취리히 호수의 서쪽 해안과 가깝고, 호수에서 주요 여객선 서비스를 운영하는 취리히호 해운 조선소와 인접해 있다.
이 역은 원래 취리히에서 루체른 간선의 일부를 형성했던 취리히호 좌안선에 위치해 있지만, 대부분의 간선 열차는 현재 대체 치머베르크 베이스 터널 경로를 사용한다. 취리히 S-반의 S8 및 S24 라인이 운행된다. 취리히 교통공사(VBZ) 트램 7번 노선은 역 앞에서 트램 정류장을 제공한다. 이 역에는 다양한 VBZ 버스 노선도 있다.